# Bügelfolie

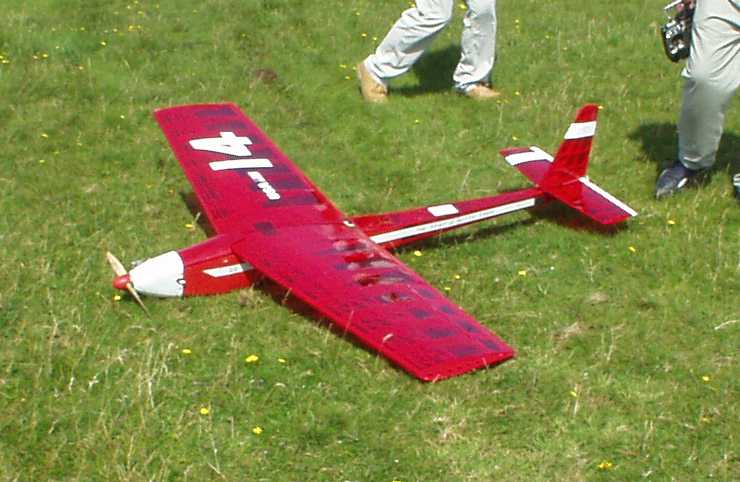
TAM 5, ein mit transparenter Bügelfolie bespanntes Modellflugzeug

Bügelfolie oder Bespannfolie ist eine aus Kunststoff häufig insbesondere aus Polyester bestehende Folie, die man mit einem Bügeleisen auf einem geeigneten Untergrund aufbringen kann.
Bügelfolie wird von verschiedenen Herstellern in unzähligen Farben (auch transparente) angeboten. Sie wird meist zur Bespannung von Flugmodellen benutzt. Dazu besitzt eine Seite eine dünne Heißkleberschicht. Teilweise kann Bügelfolie auch für Textilien wie T-Shirts eingesetzt werden, jedoch aufgrund der mangelnden Stabilität eignen sich hier die mit einer Druckpresse aufgetragenen Flexfolien besser.
Mit einem Bügeleisen kann man sie auf dem Untergrund (Tragfläche, Rumpf, Leitwerke, …) aufbringen. Weiterhin schrumpft die Folie leicht unter Wärmeeinfluss. Man kann so mit einem Heißluftfön kleine Falten „rausfönen“ und die Folie straff spannen.
Die Bügelfolie trägt meist einen nicht unerheblichen Beitrag zur Stabilität und Steifigkeit eines Flugmodells (vor allem der Tragflächen) bei.